# Нагисо
Нагисо (яп. 南木曽町 Нагисо-мати) — посёлок в Японии, находящийся в уезде Кисо префектуры Нагано. Площадь посёлка составляет 215,96 км², население — 4477 человек (1 августа 2014), плотность населения — 20,73 чел./км².

## Географическое положение
Посёлок расположен на острове Хонсю в префектуре Нагано региона Тюбу. С ним граничат города Иида, Накацугава и сёла Окува, Ати.

## Население
Население посёлка составляет 4477 человек (1 августа 2014), а плотность — 20,73 чел./км². Изменение численности населения с 1980 по 2005 годы:
| 1980 | 6680 чел. |  |
| 1985 | 6473 чел. |  |
| 1990 | 6142 чел. |  |
| 1995 | 6112 чел. |  |
| 2000 | 5687 чел. |  |
| 2005 | 5238 чел. |  |

## Символика
Деревом посёлка считается Chamaecyparis obtusa, цветком — Rhododendron dilatatum.